# Normanichthys crockeri
El mote camotillo, llamado también camotillo (en Perú) y mote o bacaladillo (en Chile) (Normanichthys crockeri), única especie del género Normanichthys que a su vez es el único encuadrado en la familia Normanichthyidae, única del suborden Normanichthyiodei, es un pez marino del orden Scorpaeniformes, que se distribuye en el Pacífico desde Manta (Ecuador) hasta Isla Mocha (Chile).
Se ha sugerido un nuevo nombre para esta familia.

## Morfología
La longitud máxima descrita es de 11 cm de largo.
Tienen la cabeza sin armadura, en la aleta pélvica una espina (pez) y 5 radios blandos, el interior del cuerpo carece de costillas.

## Hábitat y modo de vida
Se alimenta de plantas y detritus, aunque también del zooplancton y fitoplancton.